# Terry Porter (Basketballspieler)
Terry Porter (* 8. April 1963 in Milwaukee, Wisconsin) ist ein ehemaliger US-amerikanischer Basketballtrainer und Basketballspieler.

## Karriere

### Highschool & College
In seiner Jugend besuchte Porter die South Division Highschool in seiner Heimatstadt Milwaukee. Im Jahr 1981 begann er ein Studium an der University of Wisconsin-Stevens Point, wo er die komplette Studienzeit von vier Jahren absolvierte. In dieser Zeit spielte er im Basketballteam der Universität, den Pointers, nahm an drei nationalen Meisterschaftsturnieren des National Association of Intercollegiate Athletics (NAIA) teil und wurde zweimal in das „NAIA First-Team All-American“ berufen. In seiner letzten College-Saison 1984 wurde er als „NAIA Player of the Year“ ausgezeichnet und erhielt den Titel des Most Valuable Player des Meisterschaftsturniers.
Wegen seiner guten Leitungen wurde er 1984 in den Vorentscheid für die Olympischen Spiele, die „U.S. Men's Olympic Basketball Team Trials“ berufen, wo er sich, aufgrund vieler weiterer sehr guter Spieler auf den Positionen des Point Guards und des Shooting Guards, nicht bis in das Olympiateam durchsetzen konnte.
Nachdem er drei College-Saisons auf der Shooting Guard Position gespielt hatte, wechselte er für die vierte Saison auf die Point Guard Position, die er für den Rest seiner Karriere bei behielt.

### Zeit als Spieler
Im NBA-Draft 1985 wurde Porter als 24. Pick in der 1. Runde von den Portland Trail Blazers ausgewählt, wo er die erste Dekade seiner NBA-Karriere verbrachte. In dieser Zeit erreichte er zweimal die NBA Finals, wo er mit seinem Team 1990 gegen die Detroit Pistons und 1992 gegen die Chicago Bulls unterlag. In der dazwischen liegenden Saison 1991 war das Team in den Conference Finals der Play-offs gegen die Los Angeles Lakers ausgeschieden. In dieser Hochphase seiner Karriere nahm er an zwei All-Star-Games in den Jahren 1991 und 1993 teil.
Zur Saison 1995/96 wechselte Porter als Free Agent zu den Minnesota Timberwolves, mit denen er in der Saison 1996/97 die Play-offs erreichte.
Nach einem Einjahresvertrag bei den Miami Heat in der Saison 1998/99 unterschrieb er einen Dreijahresvertrag bei den San Antonio Spurs. Nach der Saison 2000/01 beendete er seine NBA-Karriere als Spieler. Er erreichte in 1.274 Spielen im Schnitt 12,2 Punkte, 3,0 Rebounds, 5,6 Assists, 1,2 Steals pro Spiel, insgesamt erreichte er 15.586 Punkte.
In seiner Spielerkarriere erfüllte er alle seine Verträge und wurde niemals getradet.

### Zeit als Trainer
Seine erste Saison als Trainer verbrachte Porter 2002/03 als Assistent bei den Sacramento Kings. Im Anschluss daran folgten zwei Jahre als Cheftrainer in seiner Geburtsstadt bei den Milwaukee Bucks, wo es für das Team zu einer Play-off-Teilnahme reichte. Ab der Saison 2006/07 verstärkte er als Assistenztrainer den Trainerstab der Detroit Pistons.
2008 verpflichteten ihn die Phoenix Suns, somit erhielt er seine zweite Anstellung als Cheftrainer eines NBA-Franchises. Nach 51 Spielen wurde er von den Suns entlassen und durch seinen Assistenztrainer Alvin Gentry ersetzt.
Von 2011 bis 2014 war Porter Teil des Trainerstabs unter Rick Adelman bei den Minnesota Timberwolves. Als Adelman in der Saison 2012/13 aufgrund familiärer Angelegenheiten fehlte, vertrat Porter ihn als Cheftrainer des Teams.
In der Zeit von 2016 bis 2021 war er Trainer des Herrenbasketballteams der University of Portland, wo er während seines Fünfjahresvertrages mit seinem Team 43 Siege bei 103 Niederlagen erzielen konnte.

### Rekorde & Ehrungen

#### Rekorde
- die meisten Freiwürfe in einem NBA-Final-Spiel ohne Fehlversuch (15), am 7. Juni 1990 gegen die Detroit Pistons
- All-Time-Leader für Assists der Portland Trail Blazers mit 5.319 Assists
- jeweils der 2. Platz der All-Time-Statistik der Portland Trail Blazers in Punkten mit 11.330, Spielminuten mit 23.978 und in Steals mit 1.182
- 12. Platz als NBA-All-Time-Assistgeber mit 7.160 Assists

#### Ehrungen
- am 16. Dezember 2008 wurde Porters Trikotnummer mit der Nummer 30 von den Portland Trail Blazers zurückgezogen und wird seitdem nicht mehr an neue Spieler vergeben[12]

## Leben & Privates
Terry Porter ist mit seiner Frau Susie verheiratet und hat drei Kinder. Er ist Gründer des „Milwaukee Scholars Fund“, der sich für finanziell benachteiligte Studenten einsetzt. Neben dem Basketball ist Porter ein begeisterter Golfer.
Porter kehrte an die Universität zurück und erhielt 1993 seinen Abschluss im Bereich Kommunikation mit den Schwerpunkten Fernsehen und Radio.
Porter beteiligte sich 1992 an den Aufnahmen für einen von Dan Reed (Dan Reed Network) gesungenen „Fightsong“ für die Portland Trail Blazers mit dem Titel Bust a Bucket. Das Lied wurde nur in der Gegend um Portland auf Cassette angeboten und verkaufte sich über 30.000 Mal.